# Djebel Dahar
O Djebel Dahar (Monte Dahar) é uma cadeia de montanhas baixas orientada segundo um eixo norte-sul que divide em duas partes o sul da Tunísia.
Num dos lado da cadeia situa-se a planície costeira da Djeffara e do outro, atrás de encostas escarpadas, estende-se o planalto do Dahar, com um declive suave em direção a oeste, que termina nas dunas do Grande Erg Oriental. A região é partilhada entre as províncias de Medenine, Tataouine e Gabès.
As montanhas do Dahar foram durante séculos o refúgio de populações berberes da planície, que ali construíram algumas aldeias fortificadas sobre as escarpas rochosas, os ksour (singular: ksar), constituindo um habitat troglodita adaptado aos rigores do clima árido, muito quente no verão e por vezes bastante frio no inverno.